# Maison forte de Chatillon
La maison forte de Chatillon est une maison médiévale qui se dresse sur la commune de Lugrin dans le département de la Haute-Savoie en région Auvergne-Rhône-Alpes.

## Historique
La maison forte appartient à la famille de Châtillon du Chablais, qui possède également le château de Larringes. Cette famille est présente dès 1286 à Lugrin. La maison passe en 1341 à Pierre de Chatillon, fils de Guillaume de Chatillon. 
Elle est citée dans les textes à de nombreuses autres reprises au cours des siècles.
Elle est composée d'un logis principal et d'un logis secondaire, reliés ensemble par une tourelle dans laquelle se trouvent des escaliers en vis, et d'une tour ronde  accolée au logis secondaire au sud-ouest. Une muraille, dont la base d'une tour est toujours visible dans l'angle nord-est, délimite une cour intérieure. 
Le 29 janvier 1645, le couvert de la tour ronde de la maison est emporté par le vent, de même que la bannière qui s'y trouvait accrochée et qui représentait les armes des Chatillon et des Lugrin. 
Elle est achetée par la famille Gaillet en 1858.